# Pogi Team Gusto Ljubljana
Pogi Team Gusto Ljubljana (código UCI: PGL) es un equipo ciclista profesional esloveno de categoría Continental.

## Material ciclista
El equipo utiliza bicicletas Willier. 

## Clasificaciones UCI
A partir de 2005 la UCI instauró los Circuitos Continentales UCI, donde el equipo ha estado desde ese año, registrado dentro del UCI Europe Tour. Estando en las clasificaciones del UCI Europe Tour Ranking, del UCI America Tour Ranking y del UCI Asia Tour Ranking. Las clasificaciones del equipo y de su ciclista más destacado son las siguientes:

### UCI America Tour
| Temporada | Clasificación por equipos | Mejor corredor  | Posición |
| 2009-2010 | 17.º                      | Luka Mezgec     | 53.º     |
| 2011-2012 | 40.º                      | Klemen Štimulak | 233.º    |

### UCI Asia Tour
| Temporada | Clasificación por equipos | Mejor corredor | Posición |
| 2008-2009 | 21.º                      | Mitja Mahorič  | 23.º     |
| 2018      | 83.º                      | Tadej Pogačar  | 270.º    |

### UCI Europe Tour
| Temporada | Clasificación por equipos | Mejor corredor  | Posición |
| 2005      | 71.º                      | Jure Kocjan     | 397.º    |
| 2005-2006 | 45.º                      | Jure Kocjan     | 79.º     |
| 2006-2007 | 45.º                      | Kristjan Fajt   | 173.º    |
| 2007-2008 | 35.º                      | Robert Vrečer   | 17.º     |
| 2008-2009 | 62.º                      | Mitja Mahorič   | 80.º     |
| 2009-2010 | 60.º                      | Jan Tratnik     | 153.º    |
| 2010-2011 | 93.º                      | Jan Polanc      | 415.º    |
| 2011-2012 | 36.º                      | Jan Polanc      | 105.º    |
| 2012-2013 | 56.º                      | Luka Pibernik   | 30.º     |
| 2013-2014 | 63.º                      | Martin Otoničar | 151.º    |
| 2015      | 101.º                     | Robert Jenko    | 520.º    |
| 2016      | 113.º                     | Rok Korošec     | 816.º    |
| 2017      | 68.º                      | Tadej Pogačar   | 258.º    |
| 2018      | 34.º                      | Tadej Pogačar   | 28.º     |
| 2019      | 59.º                      | Rok Korošec     | 569.º    |

## Palmarés
Para años anteriores, véase Palmarés del Pogi Team Gusto Ljubljana

### Palmarés 2025

#### Circuitos Continentales UCI
| Fechas | Circuito | Carreras | Ganador |

#### Campeonatos nacionales
| Fechas      | Carreras                                   | Ganador          |
| 27 de junio | Campeonato de Eslovenia Contrarreloj (CRI) | Mihael Štajnar   |
| 29 de junio | Campeonato de Croacia en Ruta              | Nicolas Gojković |

## Plantilla
Para años anteriores, véase Plantillas del Pogi Team Gusto Ljubljana

### Plantilla 2025
| Nombre            | Nacimiento | Nacionalidad       | Equipo 2024                  |
| Jakob Ahlin       | 25/07/2006 | Eslovenia          | Neoprofesional               |
| Alex Eaves        | 03/03/2006 | Australia          | Neo (ARA \| Skip Capital)    |
| Nicolas Gojković  | 26/06/2004 | Croacia            | Adria Mobil                  |
| Natan Gregorčič   | 26/04/2004 | Eslovenia          | Ljubljana Gusto Santic       |
| Tine Jenko        | 05/10/2006 | Eslovenia          | Neo (Pogi Team UAE Generali) |
| Gašper Kokalj     | 01/04/2005 | Eslovenia          | Ljubljana Gusto Santic       |
| Ting Wei Li       | 09/02/2001 | República de China | Ljubljana Gusto Santic       |
| Jure Medved       | 10/12/2006 | Eslovenia          | Neo (Pogi Team UAE Generali) |
| Domen Oblak       | 01/08/2005 | Eslovenia          | Ljubljana Gusto Santic       |
| Ian Peran         | 24/10/2005 | Croacia            | Ljubljana Gusto Santic       |
| Jon Pritržnik     | 26/12/2006 | Eslovenia          | Neo (Lotus Team)             |
| Oliver Sims       | 07/03/2006 | Australia          | Neo (Criterion BEx Racing)   |
| Mihael Štajnar    | 06/10/2000 | Eslovenia          | Ljubljana Gusto Santic       |
| Dan Andrej Tomšič | 05/02/2003 | Eslovenia          | Ljubljana Gusto Santic       |
| Taj Žagar         | 10/03/2006 | Eslovenia          | Neoprofesional               |